# Ава Лі
Хейлі Карлін (англ. Hayley Carline, нар. 22 листопада 1985), найбільш відома як Ава Лі (англ. Ava Leigh) — британська регі-виконавиця з Честера, Англія.

## Кар'єра
Кар'єра Лі почалася, коли вона грала в різних шкільних джазових колективах. У підлітковому віці, коли у Лі з'явився менеджер, співачка намагалася пробитися на різні лейбли, виконуючи пісні в стилі R&B. Пізніше Ава зрозуміла, що цей жанр не підходив для неї. В інтерв'ю для газети The Telegraph Лі приписала своє захоплення реггі своїй матері.
Над своїм дебютним альбомом Turned on Underground Лі працювала спільно з такими авторами, як Нік Манассе, Future Cut і Feng Shui. Альбом, частково записаний на Ямайці у Гаррі Джея був прийнятий прихильно і описаний як такий, що містить «легку чарівність американської принцеси R&B». 5 січня 2009 року відбувся реліз дебютного мініальбому Ави La La La.
Пісня Лі «Mad About the Boy» використовувалася у фільмі «Ангус, стрінги та поцілунки взасос», а її версія «Mas Que Nada» була використана в телевізійній рекламі лінії літнього одягу мережі магазинів Next в 2008 році. Тоді ж Лі стала співавторкою цифрового синглу Джосс Стоун «Governmentalist», записаного за участю репера Nas. Лі також заявляла, що сподівається стати частиною музичного руху, який повертав би співаків (напротивагу денсхолл-діджеям) до регі.

## Дискографія

#### Студійний альбом
- Rollin' (2008)

#### Мініальбоми
- iTunes Live: London Festival '08 (2008)
- La La La (2009)